# ŽFK Breznica
ŽFK Breznica er en fodboldklub for kvinder fra Pljevlja, Montenegro, etableret i 2013. Klubben spiller i 1. ŽFL, Montenegros bedste række i kvindernes fodbold. I 2015–16 vandt holdet deres første mesterskab, det var det første i klubbens historie. I 2016-17 forsvarede de titlen.
Klubben er fra samme by som den mest succesfulde montenegrinske fodboldklub for mænd, FK Rudar.
| Fodbold | Spire Denne artikel om en fodboldklub er en spire som bør udbygges. Du er velkommen til at hjælpe Wikipedia ved at udvide den. |